# Baliga australis
Baliga australis är en insektsart som först beskrevs av Banks 1939.  Baliga australis ingår i släktet Baliga och familjen myrlejonsländor. Inga underarter finns listade i Catalogue of Life.